# Саут-Міддлтон Тауншип (округ Камберленд, Пенсільванія)
Саут-Міддлтон Тауншип (англ. South Middleton Township) — селище (англ. township) в США, в окрузі Камберленд штату Пенсільванія. Населення — 16 135 осіб (2020).

## Демографія
Згідно з переписом 2010 року, у селищі мешкали 14 663 особи в 5926 домогосподарствах у складі 4266 родин. Було 6216 помешкань
Расовий склад населення:
| - 96,2 % — білих - 1,2 % — азіатів - 0,9 % — чорних або афроамериканців - 0,2 % — корінних американців |

До двох чи більше рас належало 1,1 %. Частка іспаномовних становила 1,7 % від усіх жителів.
За віковим діапазоном населення розподілялося таким чином: 22,1 % — особи молодші 18 років, 57,6 % — особи у віці 18—64 років, 20,3 % — особи у віці 65 років та старші. Медіана віку мешканця становила 45,9 року. На 100 осіб жіночої статі у селищі припадало 92,7 чоловіків;  на 100 жінок у віці від 18 років та старших — 89,5 чоловіків також старших 18 років.
Середній дохід на одне домашнє господарство  становив 86 893 долари США (медіана — 67 199), а середній дохід на одну сім'ю — 100 525 доларів (медіана — 83 719). Медіана доходів становила 53 370 доларів для чоловіків та 42 500 доларів для жінок. За межею бідності перебувало 3,9 % осіб, у тому числі 7,5 % дітей у віці до 18 років та 4,3 % осіб у віці 65 років та старших.
Цивільне працевлаштоване населення становило 7730 осіб. Основні галузі зайнятості: освіта, охорона здоров'я та соціальна допомога — 20,3 %, роздрібна торгівля — 14,6 %, виробництво — 10,3 %, публічна адміністрація — 8,8 %.